# Jaume Joan de Berga i de Sales
Jaume Joan de Berga i de Sales (Mallorca, segle xvi-1619), fou un jurista i advocat de la Reial Audiència de Mallorca.

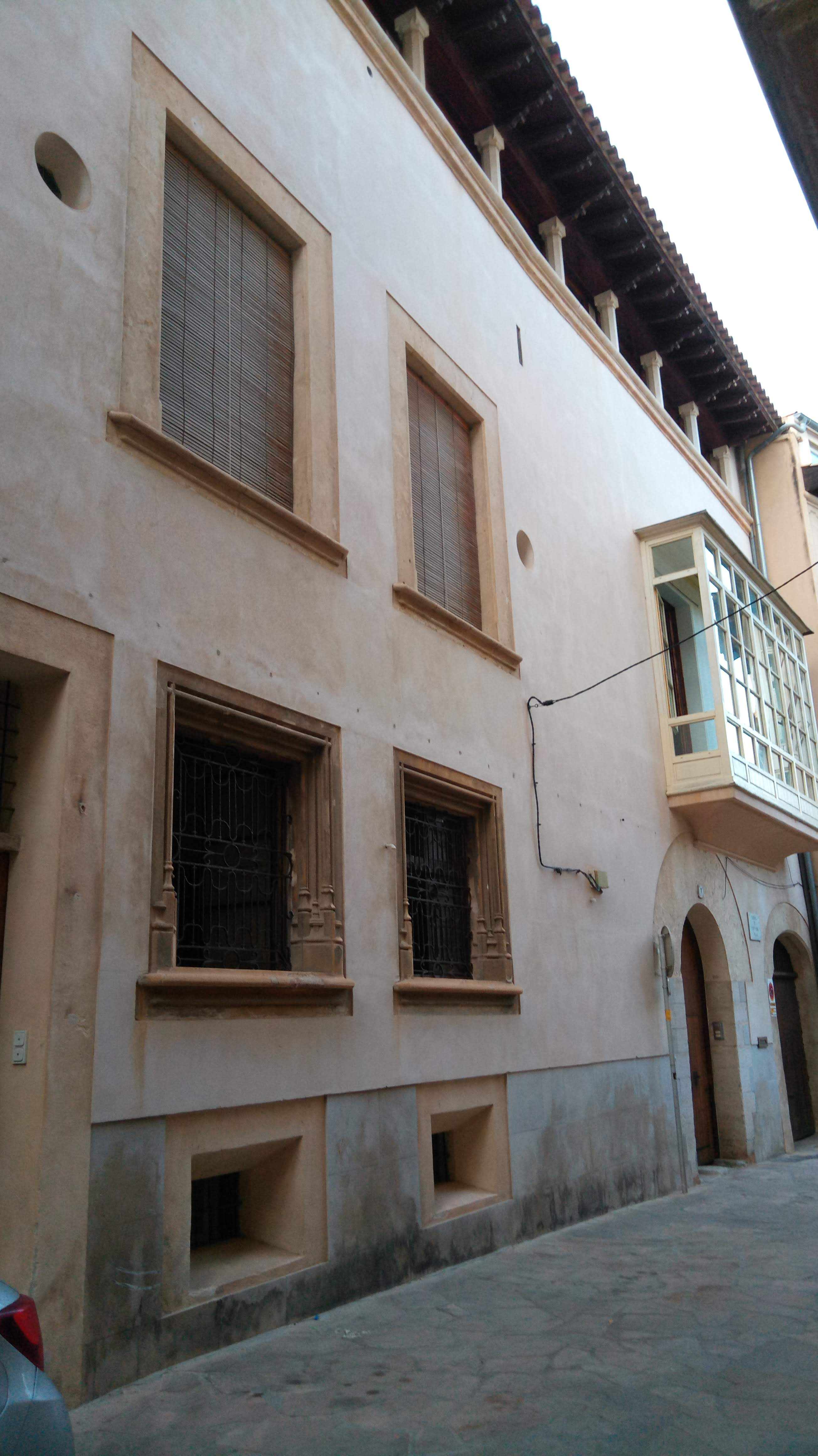
Casa de Jaume Joan de Berga i de Sales, davant la qual fou assassinat el maig de 1619

Doctor en ambdós drets, fou jutge del Pariatge i oïdor de la Reial Audiència. El seu assassinat, el 24 de maig de 1619, provocà el procés judicial més important de tota la història mallorquina. Encara ara és viva la dita popular: «Què en som jo, de la mort d'en Berga» una exclamació per manifestar la innocència o no intervenció en un assumpte del qual es parla.
Com a jutge es mostrà inflexible amb els bàndols de Canamunt i Canavall. Empresonà diferents nobles que li juraren odi etern. Quan, el 1618, els comissaris reials atacaren la Colla de Selva va fer empresonar i executar part dels bandolers. Va ser aleshores quan el Capellà Boda jurà venjar-se d'ell. Finalment l'executor de Jaume Joan de Berga fou el bandoler Antoni Gibert Treufoc que li tirà una arcabussada. Gibert fou capturat prop de Bellver i executat. També fou executat Jeroni Pau de la Cavalleria, que ajudà el bandoler en l'assassinat. En canvi el Capellà Boda va fugir de Mallorca, amb les galeres de Malta, i la seva pista es va perdre a Itàlia.